# Brudstykker af min marionetdukkes bekendelser
Brudstykker af min marionetdukkes bekendelser er en eksperimentalfilm instrueret af Simon K. Boberg og Jens Wille efter eget manuskript.

## Handling
I et hurtigt og fragmentarisk billedunivers bevæger digterens øje sig søgende omkring. Billede og musik portrætterer en verden i forfald, en verden, der sælger ud, en verden af fravær og kulde. Videodigtet præsenterer både digteren såvel som hans værk, der er kombineret med den selvstændige filmiske fortælling.